# Sant Quintí de Mediona
Sant Quintí de Mediona är en kommun i Spanien.   Den ligger i provinsen Província de Barcelona och regionen Katalonien, i den östra delen av landet, 500 km öster om huvudstaden Madrid. Antalet invånare är 2 146. Arean är 13,8 kvadratkilometer. Sant Quintí de Mediona gränsar till Mediona, Sant Pere de Riudebitlles, Torrelavit och Font-rubí. 
Terrängen i Sant Quintí de Mediona är platt åt sydost, men åt nordväst är den kuperad.